# Herman Richter
Bror Herman Richter, född den 6 september 1893 i Malmö, död den 30 oktober 1978 i Lund, var en svensk biblioteksman.
Herman Richter var son till verkmästaren Carl Otto Richter. Han avlade studentexamen i Malmö 1913 och studerade därefter vid Lunds universitet där han blev filosofie kandidat 1918, filosofie licentiat 1920 och promoverades till filosofie doktor 1929. Han var docent i geografi vid Lunds universitet 1929–1959 och tillförordnad professor i geografi olika perioder 1932–1935. Richter blev extra ordinarie amanuens vid Lunds universitetsbibliotek 1919. Han var andre bibliotekarie från 1929 och förste bibliotekarie 1939–1958. Richter blev ledamot av Vetenskapssocieteten i Lund 1935. Han var riddare av Nordstjärneorden. Richter begrovs i sina svärföräldrars grav på Norra kyrkogården i Lund.